# Winderoest
De winderoest (Puccinia convolvuli) is een schimmel behorend tot de familie Pucciniaceae. Hij leeft als biotrofe parasiet die spermogonia (bovenzijde blad), aecia, uredinia en telia (alle onderzijde blad) vormt op de winde (Convolvulus), zoals onder meer akkerwinde en haagwinde.

## Kenmerken
Spermogonia
Geelachtig spermogonia verschijnen zelden op het blad van geïnfecteerde planten. 
Aecia
Aecia ontwikkelen zich op bladeren en vormen een ring rond het spermogonium. Geelachtige, bolvormige aeciosporen hebben een diameter van 17-28 µm. 
Uredinia
Na ontkieming ontwikkelt zich mycelium en vormen zich aan de onderkant van de bladeren bruine uredinia, waarin urediniosporen worden gevormd. Bolvormige, ellipsvormige of ovale urediniosporen zijn 22-30 × 18-26 µm groot, oranjebruin van kleur, hebben een doornige wand en 2 of 3 kiemporiën. Wanneer ze door de wind worden verspreid, verspreiden ze de schimmel, terwijl de teliosporen als sporen fungeren.
Telia
Even later vormen zich ook zwarte telia onder de epidermis aan de onderkant van de bladeren. Als ze volwassen zijn, breken de telia en de epidermis van de plant open, waardoor de teliosporen kunnen ontsnappen. Teliosporen zijn bruin, langwerpig, min of meer ellipsvormig, 38-66 × 18-30 µm groot. De wand is 3µm dik, maar aan de top is het verdikt tot 9 µm. Ze zijn verdeeld in verschillende cellen door een septa.

## Verspreiding
In Nederland komt de winderoest matig algemeen voor. Eigenlijk is hij zeer algemeen, maar onvoldoende geïnventariseerd.

## Foto's

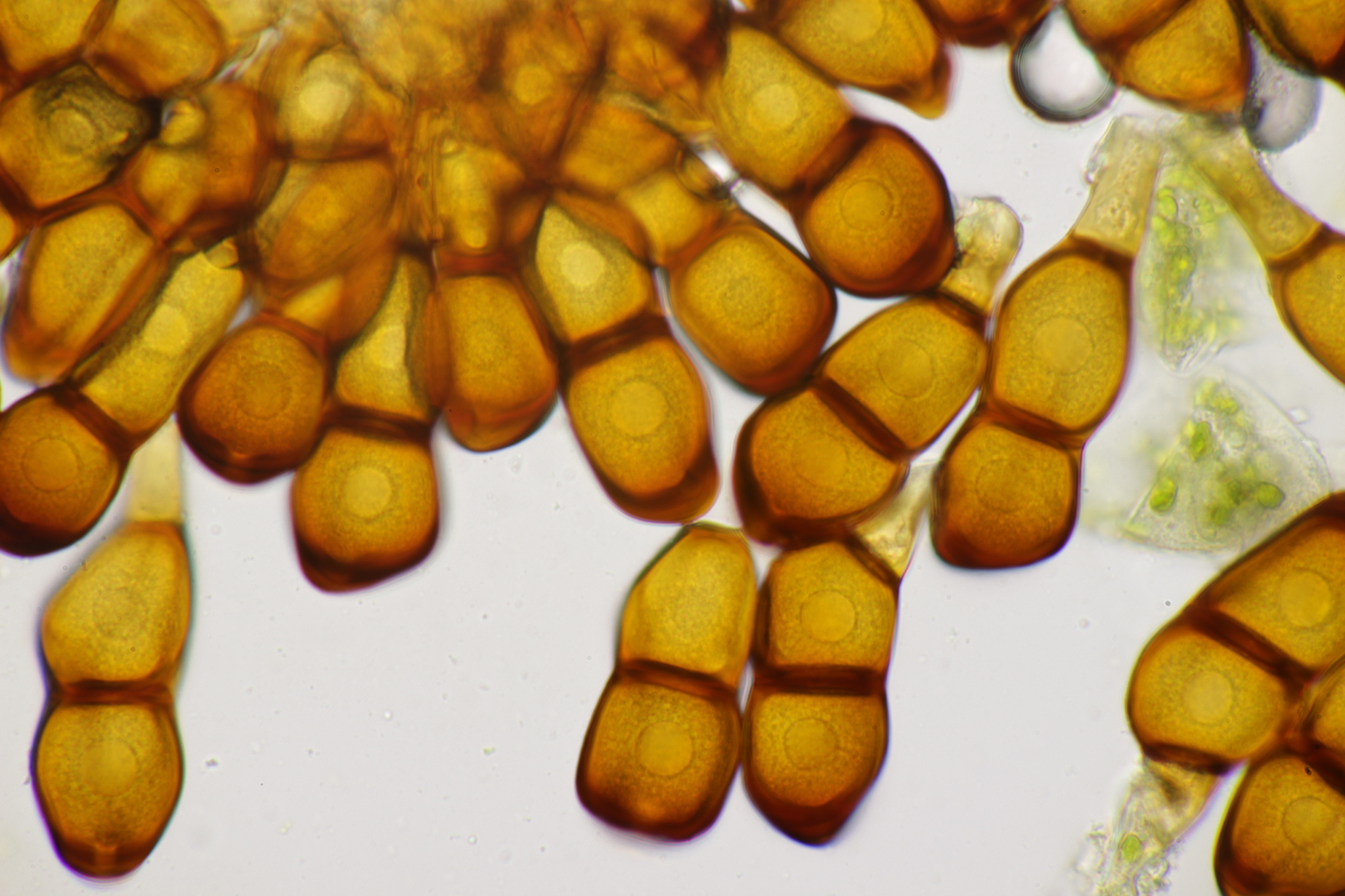
Teliosporen
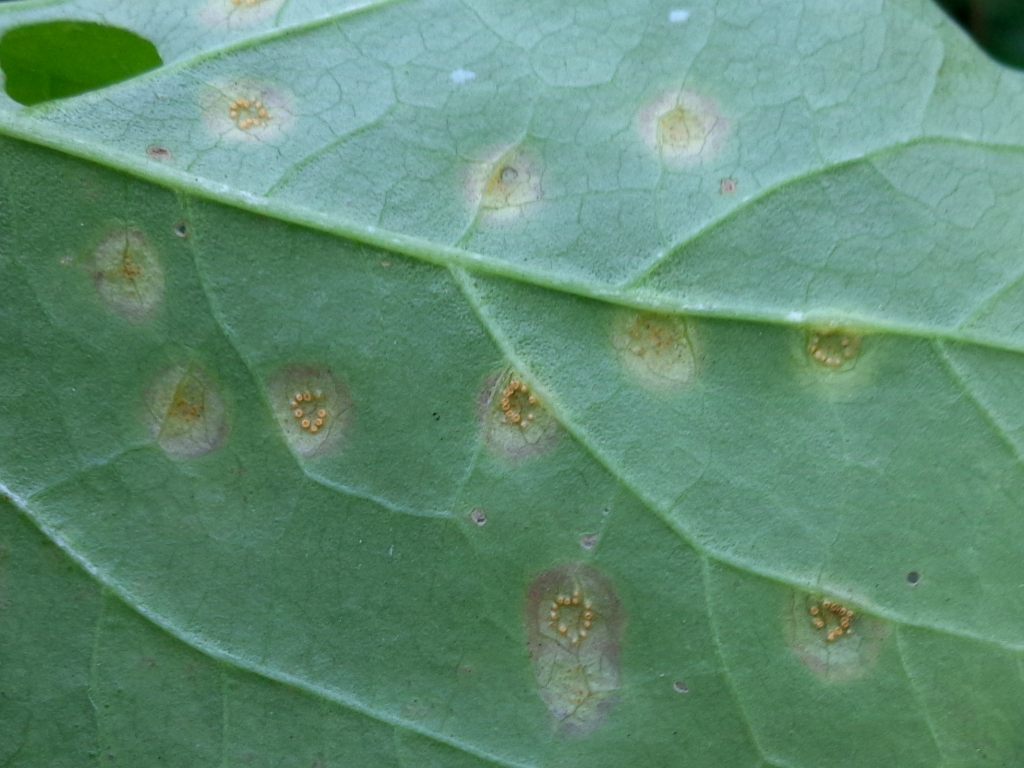
Aecia (onderzijde blad)
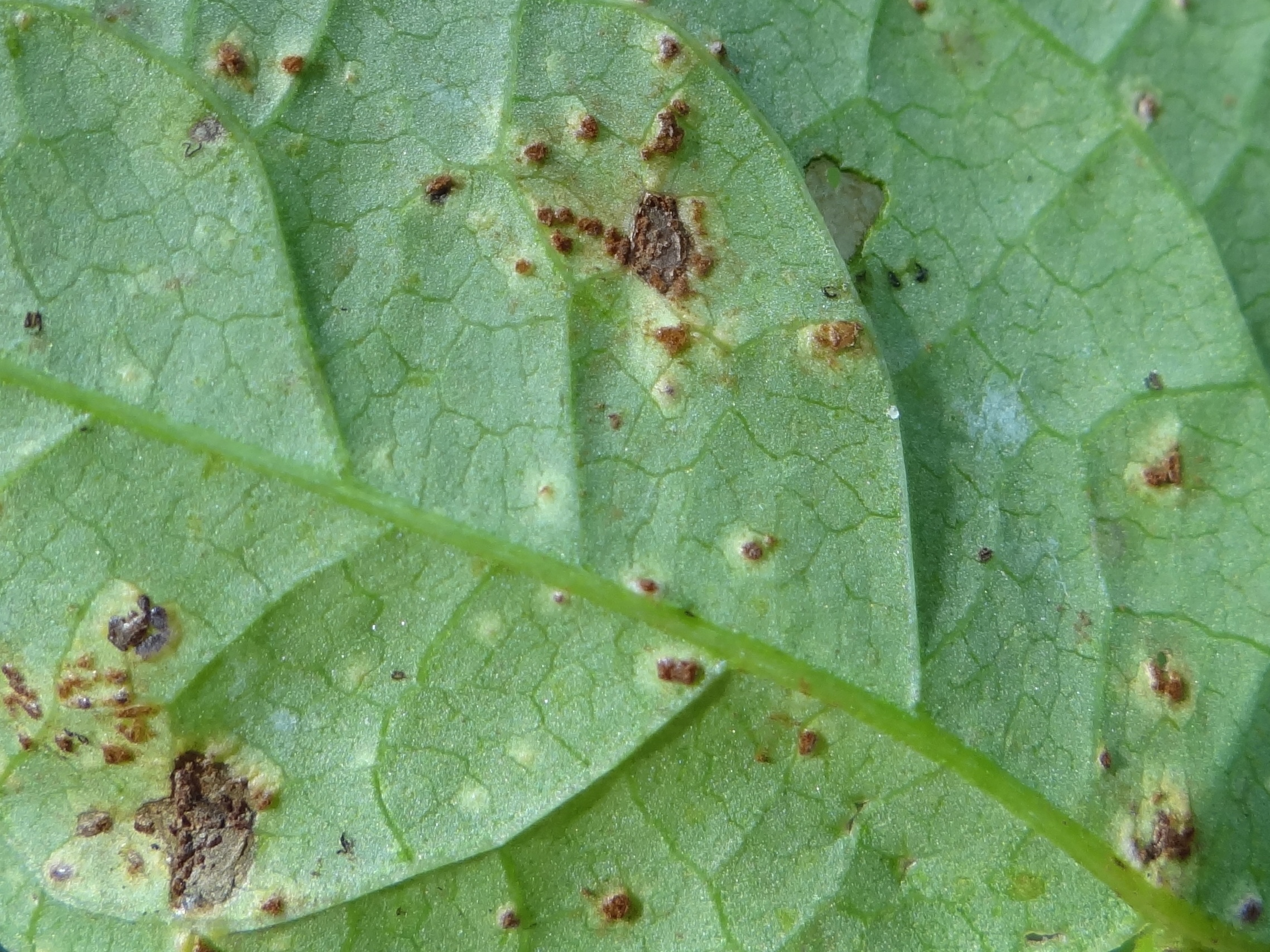
Uredinia (onderzijde blad)
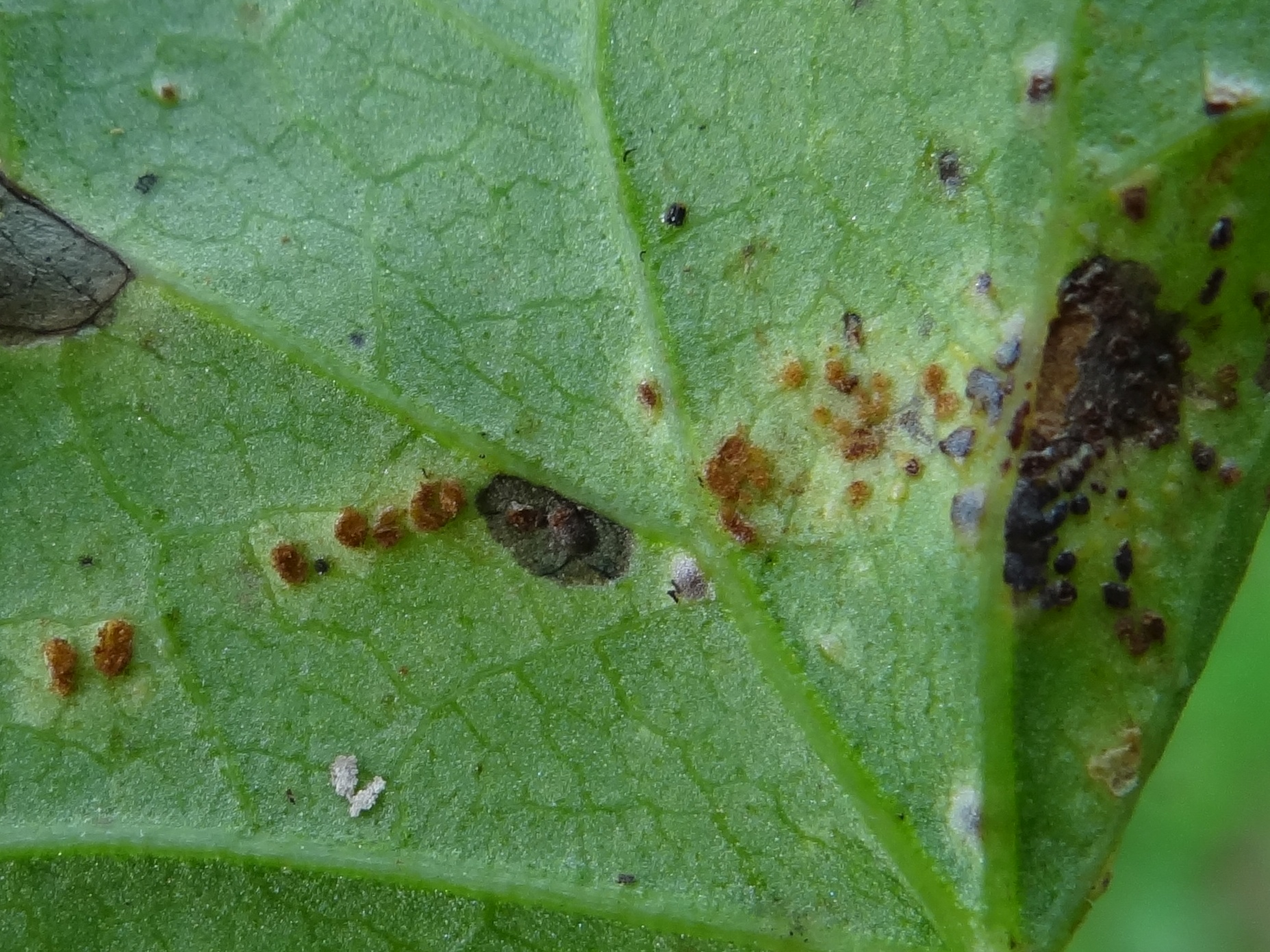
Uredinia en telia (onderzijde blad)